# Margarete Stokowski

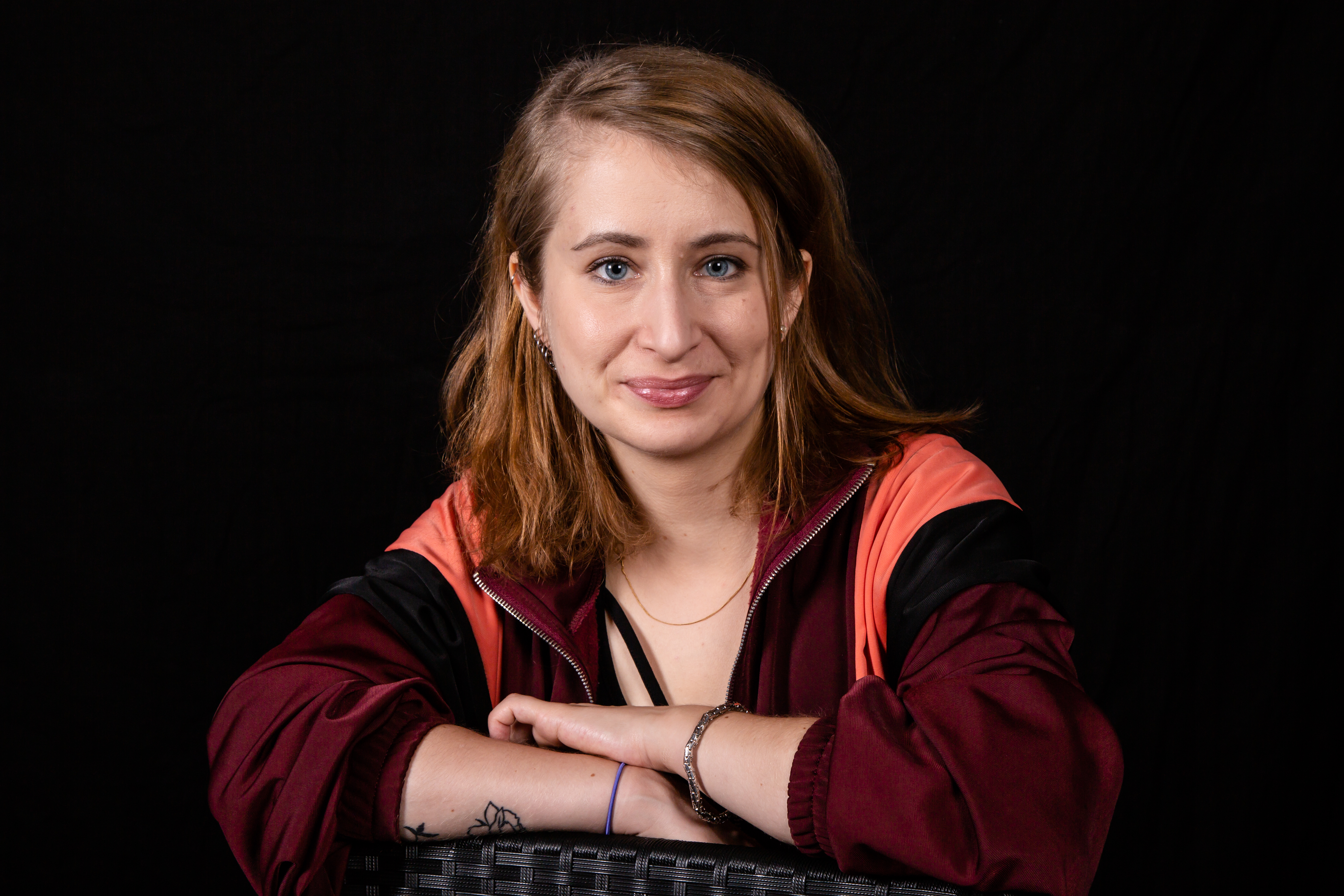
Margarete Stokowski (2018)

Margarete Stokowski (* 14. April 1986 in Zabrze) ist eine polnisch-deutsche Autorin und Kolumnistin.

## Leben
Stokowski wurde 1986 in Polen geboren. Ihre Eltern benannten sie nach der weiblichen Hauptfigur des Romans Der Meister und Margarita von Michail Bulgakow (polnisch Mistrz i Małgorzata).
1988 zog ihre Familie mit ihr nach West-Berlin zu den Großeltern in die Gropiusstadt. Stokowski wuchs im Richardkiez in Berlin-Neukölln auf. Ihr Vater ist Physiker, ihre Mutter Psychologin. Sie studierte Philosophie und Sozialwissenschaften an der Humboldt-Universität zu Berlin und schloss das Studium 2014 mit einer Arbeit über Simone de Beauvoir ab. Sie ist Mitgründerin des PEN Berlin.
Nach einer COVID-19-Infektion im Januar 2022 erkrankte Stokowski an Long COVID und ME/CFS. Im Deutschlandfunk und in der Bundespressekonferenz forderte sie mehr Geld für Forschung und Aufklärung zu dieser Krankheit. 2025 begann ihre Long-COVID-Kolumne in der Apotheken Umschau.
Stokowski ist mit dem Musiker Jens Friebe liiert. Sie lebte zeitweise in einer Kommune in Brandenburg und wohnt mittlerweile wieder dauerhaft in Berlin.

## Autorin und Essayistin
Seit 2009 schreibt Stokowski für verschiedene Zeitungen und Magazine. Während ihres Studiums an der Humboldt-Universität zu Berlin sammelte sie erste journalistische Erfahrungen bei der Studentenzeitung UnAufgefordert und übernahm dort auch den Posten der Chefredakteurin. Von 2011 bis 2015 verfasste sie Kolumnen für die taz. Seit Oktober 2015 schreibt sie die Online-Kolumne Oben und unten beim Spiegel. 2016 erschien ihr Sachbuch Untenrum frei im Rowohlt Verlag. Gemeinsam mit Sibylle Berg und anderen veröffentlichte sie im August 2018 auf Spiegel Online und Watson.ch den „weiblichen“ Bildungskanon unter dem Titel „Diese Frauen müssen Sie kennen“. Ende September 2018 kam die Textsammlung Die letzten Tage des Patriarchats heraus, eine Auswahl von Kolumnen und Essays. Sowohl Untenrum frei als auch Die letzten Tage des Patriarchats gelangten auf die Spiegel-Bestsellerliste.

## Rezeption
Über Stokowskis erstes Buch Untenrum frei schrieb die Zeitschrift Brigitte: „Mittlerweile ein Klassiker der feministischen Lektüre, es lässt sich nicht anders sagen.“
2018 löste Stokowski eine Kontroverse aus, als sie eine bereits ausverkaufte Lesung in der Münchner Buchhandlung Lehmkuhl absagte, weil diese auch Texte rechter Autoren führte.
In einer Kolumne vom April 2019 kritisierte Stokowski den „deutschen Kult“ um Spargel, den sie als „alten weißen Mann der Kulinarik“ bezeichnete. Der FDP-Vorsitzende Christian Lindner zitierte aus der Kolumne auf dem FDP-Bundesparteitag 2019. Die Kolumne wurde häufig von anderen Medien aufgegriffen.
Das Magazin der Süddeutschen Zeitung bezeichnete sie 2019 als „lauteste Stimme des deutschen Feminismus“ und widmete ihr eine Titelgeschichte. 2019 erhielt sie den Kurt-Tucholsky-Preis für ihre Arbeit als Kolumnistin von Spiegel Online sowie den Luise-Büchner-Preis für Publizistik für ihre Analyse der „Widersprüche in den Beziehungen zwischen Frauen und Männern, die in unserer vermeintlich egalitären Gesellschaft immer noch vorhanden sind“.
In ihrer Rede zur Verleihung des Kurt-Tucholsky-Preises im Jahr 2019 sprach Stokowski über „Morddrohungen und die Untätigkeit des Staates“. Sie wolle „Morddrohungen nicht normal finden“. Ihre Strafanzeigen, die sie nicht wegen Beleidigungen, sondern wegen Drohungen gegen Leib und Leben erstattet hatte, seien von der Staatsanwaltschaft eingestellt worden, weil es an einem öffentlichen Interesse mangele.
Die Wochenzeitung der Freitag stellte in ihrem Fragebogen Der Kommunismus ist …? regelmäßig die Frage „Jan Fleischhauer oder Margarete Stokowski?“. Sie spielt darauf an, dass die Kolumnen von Stokowski und die des konservativen Publizisten Jan Fleischhauer (früher beide bei Spiegel Online) als politisch entgegengesetzt gesehen werden. Arno Frank schrieb 2020 in einem Beitrag für taz.FUTURZWEI mit der Überschrift „Fleischhauer oder Stokowski?“, die beiden stünden sich „wie verfeindete Meinungswarlords“ gegenüber. Zum Internationalen Frauentag 2020 bot der Online-Blumenversand Colvin einen Blumenstrauß namens „Margarete Stokowski“ an.

## Auszeichnungen
- 2019: Luise-Büchner-Preis für Publizistik
- 2019: Kurt-Tucholsky-Preis

## Werke

### Bücher
- Untenrum frei. Rowohlt Verlag, Reinbek 2016, ISBN 978-3-498-06439-6.
- Die letzten Tage des Patriarchats. Rowohlt Verlag, Reinbek 2018, ISBN 978-3-498-06363-4.

### Buchbeiträge (Auswahl)
- jeder tag …. In: Christiane Frohmann (Hrsg.): Tausend Tode schreiben. Berlin 2015, ISBN 978-3-944195-55-1
- Sie hat ‚ficken‘ gesagt. In: Volker Surmann, Heiko Werning (Hrsg.): Ist das jetzt Satire oder was? Beiträge zur humoristischen Lage der Nation. Satyr, Berlin 2015, ISBN 978-3-944035-62-8
- frau k. In: Christoph Buchwald, Ulrike Almut Sandig (Hrsg.): Jahrbuch der Lyrik 2017. Schöffling, Frankfurt am Main 2017, ISBN 978-3-89561-680-8
- Vorwort zu: Charles Fourier: Die Freiheit in der Liebe. Ein Essay. Edition Nautilus, Hamburg 2017, ISBN 978-3-96054-055-7
- Stadt, Land, Fluss beim Sex – Mein Leben als feministische Kolumnistin. In: Peter Felixberger, Armin Nassehi (Hrsg.): Kursbuch 192. Frauen II. Kursbuch Kulturstiftung, Hamburg 2017, ISBN 978-3-96196-000-2.
- Nachwort, in: Olympe de Gouges: Die Rechte der Frau und andere Texte. Reclam-Verlag, Ditzingen 2018, ISBN 978-3-15-019527-7
- Zurück. In: Lina Muzur (Hrsg.): Sagte sie. 17 Erzählungen über Sex und Macht. Hanser Berlin, Berlin 2018, ISBN 978-3-446-26074-0
- Sprache. In: Fatma Aydemir, Hengameh Yaghoobifarah (Hrsg.): Eure Heimat ist unser Albtraum. Ullstein fünf, Berlin 2019, ISBN 978-3-96101-036-3
- Vorwort zu: Virginia Woolf: Ein eigenes Zimmer. Fischer Taschenbuch, Berlin 2019, ISBN 978-3-596-52235-4

### Hörfunk
- Das größte Rudel der Welt. Einige Gedanken über sexuelle Belästigung. SWR2 Radioessay 2018.